# Cratere Lucretius
Lucretius è un cratere lunare di 64,61 km situato nella parte sud-orientale della faccia nascosta della Luna.